# Vue (Loire-Atlantique)
Pour les articles homonymes, voir Vue (homonymie).
Vue est une commune de l'Ouest de la France, située dans le département de la Loire-Atlantique, en région Pays de la Loire.
Ses habitants s'appellent les Veuzéens (on les appelait autrefois les Viduens, du nom gaulois de la ville : Vidua).
Vue comptait 1 590 habitants au recensement de 2014 (995 habitants en 1999).

## Géographie

### Localisation

Situation de la commune de Vue dans le département de la Loire-Atlantique.

Vue est située dans le pays de Retz, un peu au sud de l'estuaire de la Loire, à environ 20 km à l'ouest de Nantes et 16 km au sud-est de Paimbœuf.
Selon le classement établi par l'Insee en 2018, Vue est une commune rurale monopolarisée qui fait partie de l'aire urbaine de Nantes et de l'espace urbain de Nantes-Saint-Nazaire (cf. Liste des communes de la Loire-Atlantique).
|                                | Frossay                 | Le Pellerin |
| Arthon-en-Retz Chaumes-en-Retz | Vue                     | Rouans      |
|                                | Chéméré Chaumes-en-Retz |             |

### Voies de communication et transports
La commune est traversée dans le sens est-ouest par la route départementale 723 entre Rouans et Frossay.
La ligne de car 301 (Nantes-Paimbœuf-Saint-Brévin) du réseau régional Aléop passe à Vue.

### Topographie et relief
Sa superficie est de 1 951 hectares. L’altitude maximum est de 60 m.

### Hydrographie
La commune compte 450 hectares de marais. Canaux et étiers jalonnent la commune.
La rivière le Tenu passant par Vue rejoint le canal de la Martinière par les marais.

### Climat
Pour des articles plus généraux, voir Climat des Pays de la Loire et Climat de la Loire-Atlantique.
En 2010, le climat de la commune est de type climat océanique franc, selon une étude du CNRS s'appuyant sur une série de données couvrant la période 1971-2000. En 2020, Météo-France publie une typologie des climats de la France métropolitaine dans laquelle la commune est exposée à un climat océanique et est dans la région climatique Bretagne orientale et méridionale, Pays nantais, Vendée, caractérisée par une faible pluviométrie en été et une bonne insolation.
Pour la période 1971-2000, la température annuelle moyenne est de 12,3 °C, avec une amplitude thermique annuelle de 13,1 °C. Le cumul annuel moyen de précipitations est de 785 mm, avec 12,4 jours de précipitations en janvier et 6,1 jours en juillet. Pour la période 1991-2020, la température moyenne annuelle observée sur la station météorologique de Météo-France la plus proche, « Nantes-Bouguenais », sur la commune de Bouguenais à 20 km à vol d'oiseau, est de 12,7 °C et le cumul annuel moyen de précipitations est de 819,5 mm,. Pour l'avenir, les paramètres climatiques de la commune estimés pour 2050 selon différents scénarios d'émission de gaz à effet de serre sont consultables sur un site dédié publié par Météo-France en novembre 2022.

## Urbanisme

### Typologie
Au 1er janvier 2024, Vue est catégorisée commune rurale à habitat dispersé, selon la nouvelle grille communale de densité à sept niveaux définie par l'Insee en 2022.
Elle est située hors unité urbaine. Par ailleurs la commune fait partie de l'aire d'attraction de Nantes, dont elle est une commune de la couronne,. Cette aire, qui regroupe 116 communes, est catégorisée dans les aires de 700 000 habitants ou plus (hors Paris),.

### Occupation des sols
L'occupation des sols de la commune, telle qu'elle ressort de la base de données européenne d’occupation biophysique des sols Corine Land Cover (CLC), est marquée par l'importance des territoires agricoles (94,2 % en 2018), une proportion identique à celle de 1990 (94,2 %). La répartition détaillée en 2018 est la suivante : 
prairies (57,6 %), terres arables (19,2 %), zones agricoles hétérogènes (17,3 %), forêts (3,6 %), zones urbanisées (2,2 %). L'évolution de l’occupation des sols de la commune et de ses infrastructures peut être observée sur les différentes représentations cartographiques du territoire : la carte de Cassini (XVIIIe siècle), la carte d'état-major (1820-1866) et les cartes ou photos aériennes de l'IGN pour la période actuelle (1950 à aujourd'hui).

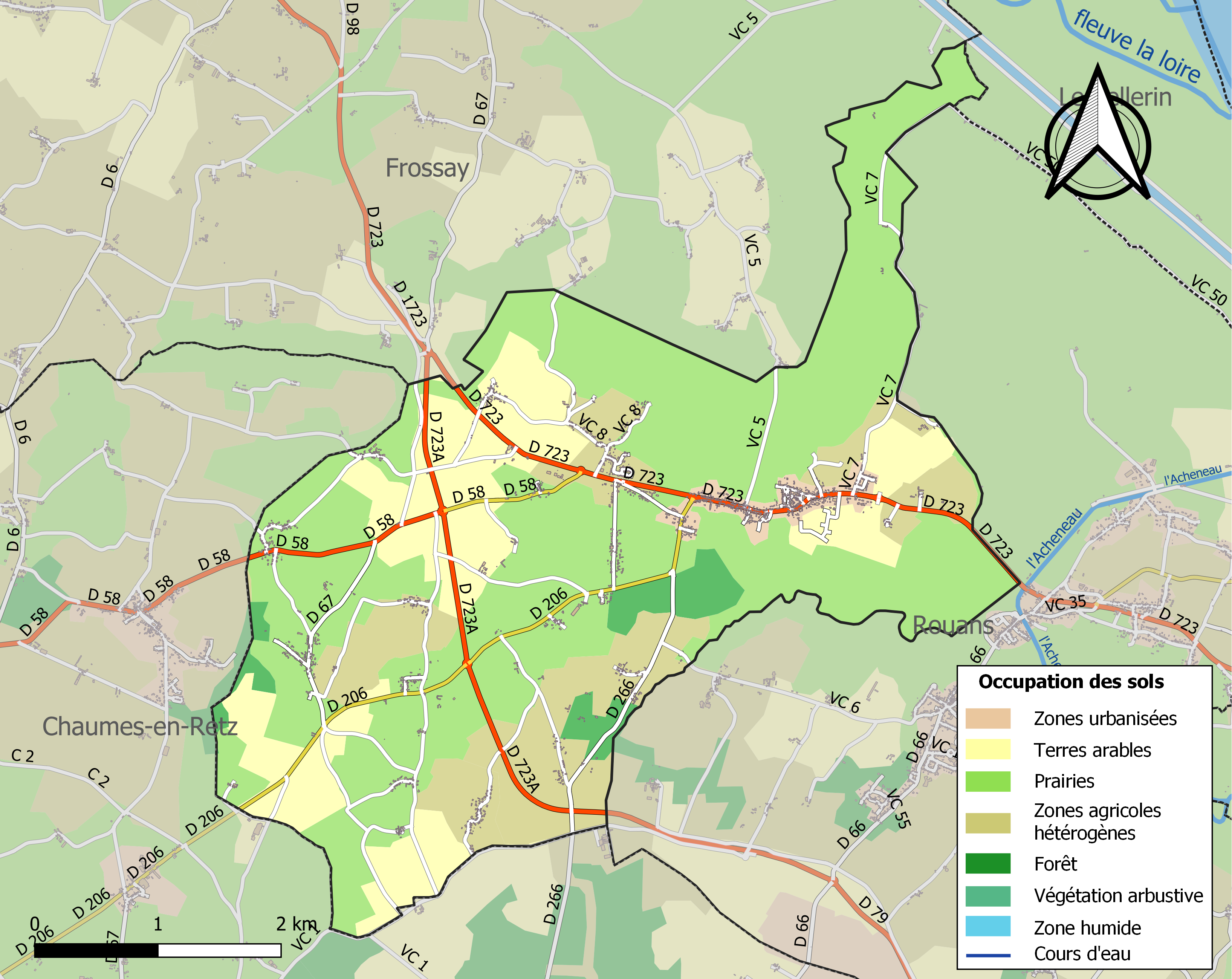
Carte des infrastructures et de l'occupation des sols de la commune en 2018 (CLC).

## Toponymie
Le nom de la localité est attesté sous les formes Veud en 1145, Veuci insula en 1180, Veuz en  1224, Veux en 1446.
Le nom de Vue est peut-être issu du gaulois *widu- « arbre, bois » (autrement *uidu-). Le mot gaulois (celtique continental) est un proche parent du vieux breton guid « arbre, bois » > néo-breton gwez, du vieux cornique guiden « arbre », du gallois gwȳdd « arbres » et du vieil irlandais fid, génitif fedo « forêt ». Cependant, les formes anciennes s'opposent à cette interprétation. Albert Dauzat n’a pas traité ce cas dans son Dictionnaire (DENLF) sans doute parce qu'il ne dispose pas d'éléments d'explication.
Vue porta le nom d’Île-Tortue pendant la Révolution.
La forme bretonne proposée par l'Office public de la langue bretonne est Gwagenez, littéralement « île (enez) de la vague (gwag, -où & coll. -enn -où), »  et ne va pas dans le sens de l’étymologie proposée ci dessus (infra).

## Histoire

### Néolithique
On retrouve des traces de la présence de l’Homme à Vue, avec notamment la découverte de haches, grattoirs, et flèches datant du Néolithique. La commune abrite aussi le menhir des Génonvilles.

### Antiquité
Pendant l’époque gallo-romaine, les Gaulois s’installèrent dans la commune et entourèrent le bourg de fortifications, le « Murus gallicus ». Celui-ci subsista jusqu’au XVIe siècle.

### Moyen Âge
La commune fait partie de la Bretagne historique, dans le pays traditionnel du pays de Retz et dans le pays historique du Pays nantais.
Au Moyen Âge, Le domaine seigneurial de la Blanchardais, devint important englobant notamment le bourg de Vue. Les moines philibertins, venus de Noirmoutier, établissent un lieu de culte dédié à sainte Anne sur le territoire de Vue. Au XIe siècle, après le passage des Normands, l'ancienne église Saint-Philbert de Vue est reconstruite, sur le terrain d'un ancien cimetière mérovingien.

### Période moderne
Pendant la Révolution, le 23 février 1793, la Convention décide la levée en masse de trois cent mille hommes. Vue, comme beaucoup d’autres paroisses de la région ne se soumettent pas au recrutement.
Les paysans se rendirent à la Blanchardais pour mettre à leur tête Charles François Danguy, seigneur de Vue. L’église sera incendiée en 1793.

### XXesiècle
Depuis plus de 66 ans, le jour de l'Ascension, une kermesse a lieu avec un défilé de chars construits bénévolement par les habitants de la commune.

## Politique et administration
Vue appartient à l'arrondissement de Nantes et au canton de Machecoul depuis 2015 (auparavant, elle faisait partie du canton du Pellerin).

### Administration municipale
Le conseil municipal de la commune de Vue est composé de 15 membres.

### Politique environnementale
La communauté de communes assure la collecte sélective des déchets ménagers.

## Population et société

### Démographie

#### Évolution démographique
L'évolution du nombre d'habitants est connue à travers les recensements de la population effectués dans la commune depuis 1793. Pour les communes de moins de 10 000 habitants, une enquête de recensement portant sur toute la population est réalisée tous les cinq ans, les populations de référence des années intermédiaires étant quant à elles estimées par interpolation ou extrapolation. Pour la commune, le premier recensement exhaustif entrant dans le cadre du nouveau dispositif a été réalisé en 2004.

En 2022, la commune comptait 1 716 habitants, en évolution de +4,13 % par rapport à 2016 (Loire-Atlantique : +6,68 %, France hors Mayotte : +2,11 %).
| 1793  | 1800 | 1806  | 1821  | 1831  | 1836  | 1841  | 1846  | 1851  |
| ----- | ---- | ----- | ----- | ----- | ----- | ----- | ----- | ----- |
| 1 432 | 713  | 1 075 | 1 184 | 1 235 | 1 255 | 1 258 | 1 326 | 1 380 |

| 1856  | 1861  | 1866  | 1872  | 1876  | 1881  | 1886  | 1891  | 1896  |
| ----- | ----- | ----- | ----- | ----- | ----- | ----- | ----- | ----- |
| 1 412 | 1 416 | 1 306 | 1 212 | 1 266 | 1 256 | 1 281 | 1 327 | 1 238 |

| 1901  | 1906  | 1911  | 1921 | 1926 | 1931 | 1936 | 1946 | 1954 |
| ----- | ----- | ----- | ---- | ---- | ---- | ---- | ---- | ---- |
| 1 204 | 1 141 | 1 123 | 976  | 971  | 895  | 833  | 792  | 791  |

| 1962 | 1968 | 1975 | 1982 | 1990 | 1999 | 2004  | 2006  | 2009  |
| ---- | ---- | ---- | ---- | ---- | ---- | ----- | ----- | ----- |
| 796  | 772  | 743  | 784  | 887  | 996  | 1 262 | 1 277 | 1 416 |

| 2014  | 2019  | 2022  | - | - | - | - | - | - |
| ----- | ----- | ----- | - | - | - | - | - | - |
| 1 590 | 1 615 | 1 716 | - | - | - | - | - | - |

#### Pyramide des âges
La population de la commune est relativement jeune.
En 2018, le taux de personnes d'un âge inférieur à 30 ans s'élève à 39,1 %, soit au-dessus de la moyenne départementale (37,3 %). À l'inverse, le taux de personnes d'âge supérieur à 60 ans est de 16,2 % la même année, alors qu'il est de 23,8 % au niveau départemental.
En 2018, la commune comptait 819 hommes pour 807 femmes, soit un taux de 50,37 % d'hommes, légèrement supérieur au taux départemental (48,58 %).
Les pyramides des âges de la commune et du département s'établissent comme suit.
| Hommes | Classe d’âge | Femmes |
| ------ | ------------ | ------ |
| 0,4    | 90 ou +      | 0,1    |
| 3,6    | 75-89 ans    | 5,9    |
| 11,7   | 60-74 ans    | 10,7   |
| 22,5   | 45-59 ans    | 19,2   |
| 24,0   | 30-44 ans    | 23,8   |
| 15,1   | 15-29 ans    | 17,8   |
| 22,8   | 0-14 ans     | 22,4   |

| Hommes | Classe d’âge | Femmes |
| ------ | ------------ | ------ |
| 0,6    | 90 ou +      | 1,8    |
| 6      | 75-89 ans    | 8,6    |
| 15,1   | 60-74 ans    | 16,4   |
| 19,4   | 45-59 ans    | 18,8   |
| 20,1   | 30-44 ans    | 19,3   |
| 19,2   | 15-29 ans    | 17,4   |
| 19,5   | 0-14 ans     | 17,6   |

### Enseignement
Vue est rattachée à l'académie de Nantes. La commune abrite deux écoles (à la fois maternelle et primaire) :
- l'école publique du Tenu ;
- l'école privée Sainte-Anne.

### Santé
Depuis mai 2010, l'ouverture d'une maison médicale a permis à la commune d'avoir sur son territoire un médecin, un chirurgien dentiste, un kinésithérapeute ainsi qu'une permanence de soins infirmiers (cf Le point de Vue, journal communal).

### Sports
- Football, avec l'Entente sportive des Marais.

Des sentiers pédestres sont accessibles sur la commune.

### Cultes
Vue, rattachée au diocèse de Nantes, fait partie de la paroisse catholique Sainte Anne Françoise en Retz qui comporte d'autres communautés : Arthon-en-Retz, Chéméré, Port-Saint-Père, Rouans, Saint-Hilaire-de-Chaléons, Saint-Mars-de-Coutais et Sainte-Pazanne.

## Économie
L'activité économique est essentiellement axée sur l'artisanat et l'agriculture. L'activité agricole est principalement composée de pâturages, cultures maraîchères et vignes avec notamment le muscadet « Gros-Plant du Pays nantais ».

## Culture locale et patrimoine

### Lieux et monuments
- L'église paroissiale Sainte-Anne recèle un calice en argent doré du XVIIe siècle, orné d'un « C » couronné, qui proviendrait de l'abbaye de Buzay[24].
- La statue Sainte Anne est l'objet d'un pèlerinage qui a lieu chaque 26 juillet.
- Le château du Pas.
- Le château de La Blanchardais ; son colombier est doté de 2 600 boulins, ce qui lui permet d'abriter 5 200 pigeons.
- Dans les rues du vieux bourg, sur le bord du Tenu, se trouve le site de l'ancien cimetière mérovingien. Quelques vestiges de l'ancienne église paroissiale Saint-Philbert, incendiée en 1793, y subsistent.

### Personnalités liées à la commune
- Jules-Albert de Dion, pionnier de l'industrie automobile. Ancien propriétaire de la Blanchardais.

### Héraldique
| Blason | Blasonnement : Parti : au premier, d'azur à trois coquilles d'or ; au second, de sable à l'enclume mouvant du flanc senestre et issant de la pointe, de laquelle tombent des billons, accompagnée d'un marteau d'orfèvre posé en bande, le tout d'or ; au chef de gueules bastillé d'argent de quatre pièces, maçonné de sable. Commentaires : L’enclume mouvant du flanc senestre et issant de la pointe, de laquelle tombent des billons, accompagnée d'un marteau d'orfèvre posé en bande rappelle que Vue fut une ville gallo-romaine fortifiée où l'on battit monnaie. Les trois coquilles évoquent le pèlerinage à Sainte-Anne-de-Vue chaque 26 juillet. Les couleurs or et sable du second parti sont celles du blasonnement du pays de Retz : d'or à la croix de sable, rappelant l'appartenance de Vue au pays de Retz. Blason conçu par Bertrand Geslin en 1880. |